# Advocaat
L'Advocaat (o advokatt) è un liquore ricco e cremoso, fatto di uova, zucchero e brandy. Ha un sapore morbido che ricorda un po' le mandorle. Nei paesi anglofoni normalmente contiene il 15% di alcool (30 proof), ma nell'Europa continentale il contenuto tipico di alcool è diverso da paese a paese, di solito tra il 14% e il 20% in volume. Gli ingredienti possono essere un mix di rossi d'uovo, grappe aromatiche, zucchero o miele, brandy, vaniglia e a volte panna (o latte concentrato).
Alcune marche famose di advocaat sono Warners, Bols, Verpoorten, Warninks, Cooymans, De Kuyper ed Elixir d'Anvers.

## Tipi

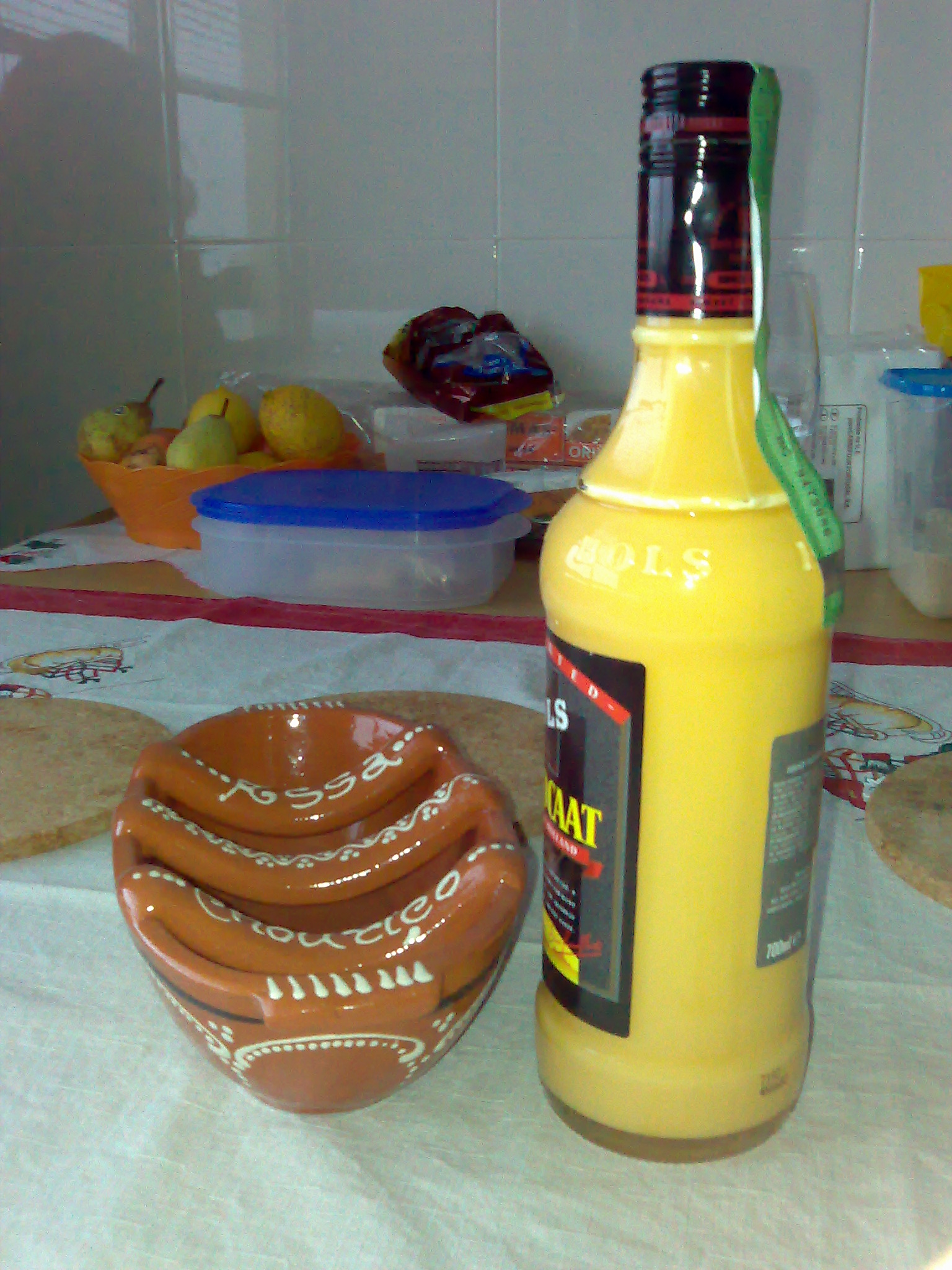
Una bottiglia di Advocaat

Nei mercati olandesi e tirolesi si vende un advocaat denso che spesso si mangia con il cucchiaio, mentre una versione più liquida si produce per l'esportazione.
L'advocaat denso contiene tuorlo d'uovo e viene usato come ingrediente per vari tipi di dessert, come gelato e pasticcini. Viene servito anche come aperitivo o digestivo. Il modo tradizionale di servirlo è in un bicchiere largo con panna montata e spolverizzato di cacao.
La versione di advocaat prodotta per l'esportazione contiene solo tuorli d'uovo, il che lo rende particolarmente adatto per la preparazione di cocktail e long drink. Il più famoso cocktail a base di advocaat è lo Snowball: un misto di advocaat, limonata frizzante e a volte succo di lime (il lime è facoltativo).
Un altro famoso drink a base di advocaat è il bombardino, che si trova soprattutto nelle località sciistiche italiane e si prepara mescolando advocaat, caffè nero e whiskey.

## Storia
L'advocaat originale era un liquore che la popolazione olandese del Suriname e Recife preparava con gli avocado.  Tornati nei Paesi Bassi, dove non si trovavano gli avocado, si riuscì a ricreare una consistenza simile usando il tuorlo d'uovo.
Il nome originario del frutto in lingua azteca era ahuacatl, traslitterato in spagnolo avocado, che in spagnolo significa "avvocato".
Così il nome fu traslitterato in molte altre lingue continentali con la parola "avvocato". Ciò ha portato a collegare erroneamente l'origine del nome con la comunità avvocatizio-giuridica olandese.
Il rompope di Puebla, in Messico, è un liquore molto simile all'advocaat, preparato con tuorlo d'uovo e vaniglia.

## L'advocaat nella cultura di massa

### Cinema
- Nel film Shining, diretto da Stanley Kubrick, Delbert Grady (Philip Stone) versa per sbaglio dell'advocaat sulla giacca di Jack Torrance (Jack Nicholson) durante il loro primo incontro.